# Emile de Neve de Roden
Ridder Emile Edouard Marie Ghislain de Neve de Roden (Gent, 15 december 1840 - Waasmunster, 24 januari 1915) was een Belgisch senator en burgemeester van Waasmunster voor de Katholieke Partij.

## Biografie

### Familie

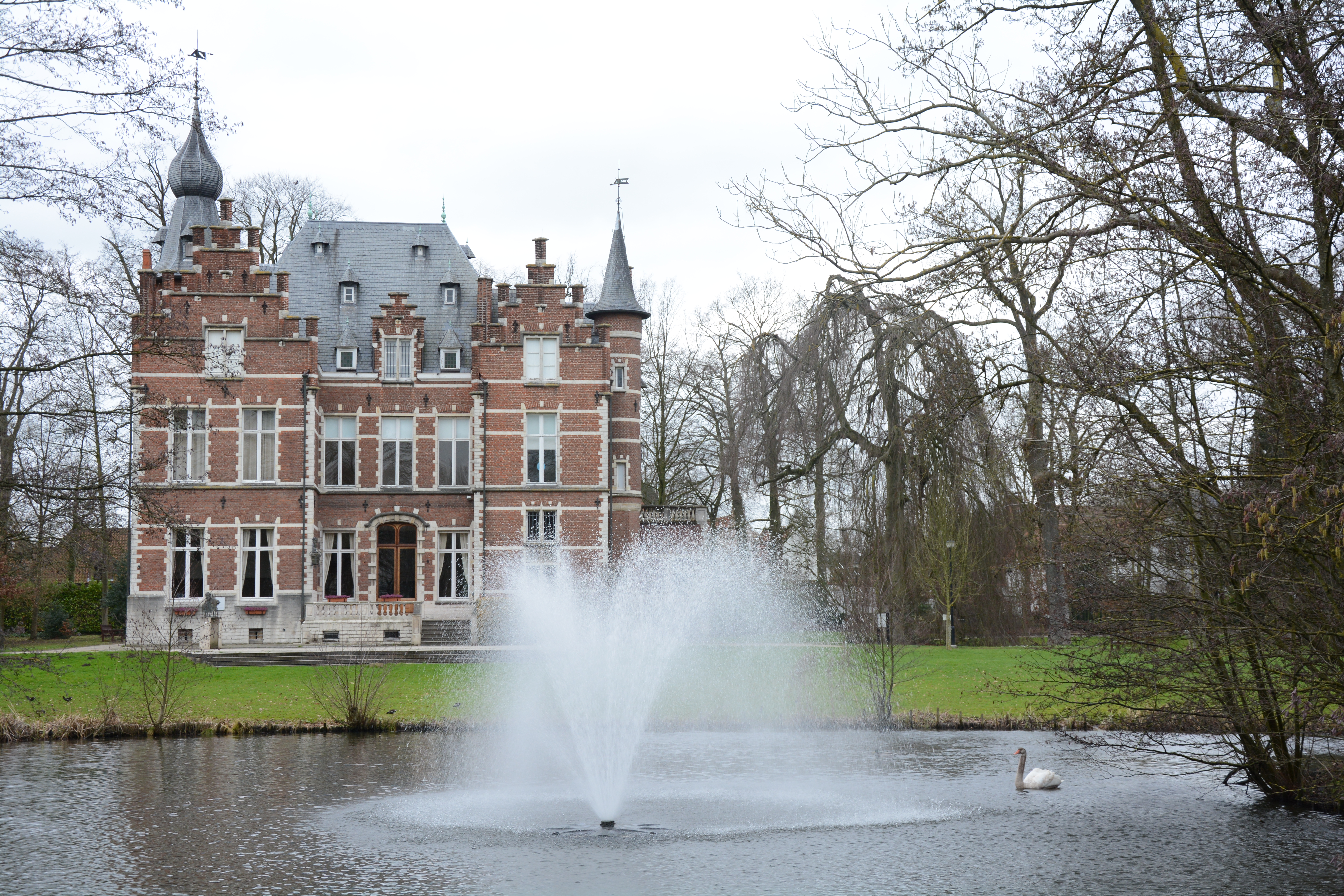
Hij liet het Kasteel Blauwendael in Waasmunster bouwen

Ridder Emile de Neve de Roden, telg uit de familie De Neve de Roden, was een zoon van baron Victor de Neve de Roden, burgemeester van Waasmunster, en Euphrasie van den Hecke. Hij was een kleinzoon van baron Philippe de Neve, lid van de Provinciale Staten van Oost-Vlaanderen en senator, en jhr. Jacques Joseph van den Hecke, burgemeester van Lembeke, gemeenteraadslid van Gent, gedeputeerd van Oost-Vlaanderen en senator.
Hij trouwde in 1871 in Landegem met gravin Emma de Bueren (1847-1919). Ze kregen vier zoons en een dochter:
- Roger de Neve de Roden (1872-1919), trouwde in 1907 in Gent met Marthe Morel de Westgaver (1881-1958). Ze kregen twee zoons en twee dochters, met afstammelingen tot heden.
- Guillaume de Neve de Roden (1876-1909), trouwde in 1904 in Landegem met Olga de Wargny (1875-1951). Ze kregen een zoon en drie dochters, met afstammelingen tot heden.
- Maximilien de Neve de Roden (1878-1952), trouwde in 1920 in Brussel met Winifred Donny (1893-1941), dochter van Léopold Donny, directeur bij het ministerie van Buitenlandse Zaken en vicevoorzitter van de Belgische vennootschap voor koloniale studies, en kleindochter van Albert-Ernest Donny en Léon Barbanson. Ze kregen drie zoons en twee dochters, met afstammelingen tot heden.
- Germaine de Neve de Roden (1879-1960), trouwde in 1906 in Waasmunster met Marcel van Maldeghem (1875-1952), luitentant-generaal, zoon van Auguste van Maldeghem, eerste voorzitter van het Hof van Cassatie. Ze kregen vier dochters, met afstammelingen tot heden.
- Marcel de Neve de Roden (1886-1940), trouwde in 1920 in Gent met Mathilde de Meulenaere (1889-1967), dochter van Armand de Meulenaere, gemeenteraadslid van Gentbrugge, secretaris van de Société royale d'agriculture de Belgique en voorzitter van Avenir horticole. Ze kregen een zoon en twee dochters, met afstammelingen tot heden.

### Loopbaan
De Neve was voor de Katholieke Partij gemeenteraadslid en van 1885 tot aan zijn dood in 1915 burgemeester van Waasmunster. Hij werd in 1911 tevens verkozen tot senator voor het arrondissement Dendermonde-Sint-Niklaas, een mandaat dat hij uitoefende tot aan zijn dood.